# S&W Model 686

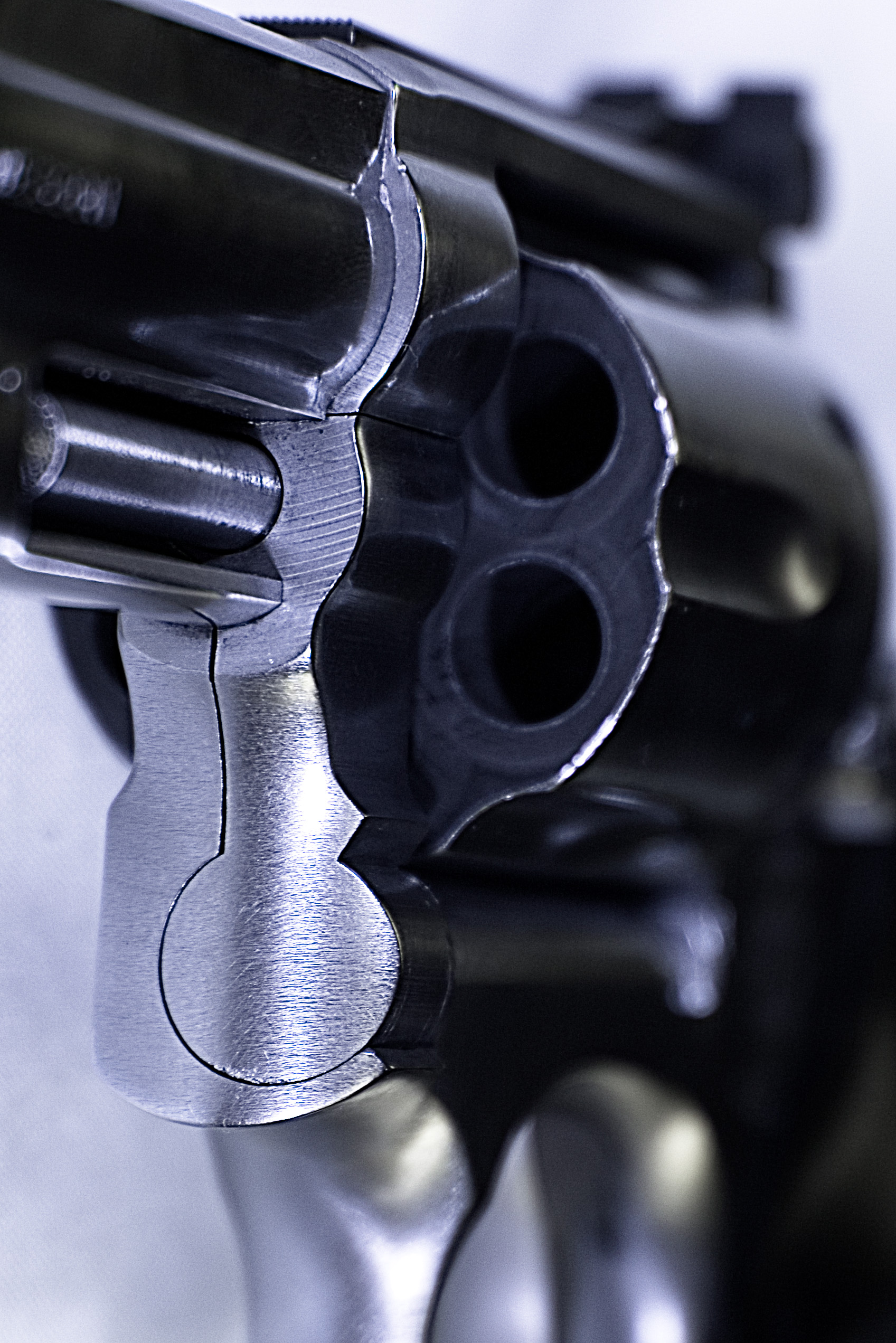
Vue du barillet et de l'extracteur du 686

Le Smith & Wesson (S & W) Model 686 représente le nouveau modèle de revolver  haut de gamme chambré en .357 Magnum ,.  Le 686 est disponible en longueur de canon  2-1/2 in. (64 mm) ; 3 in.(76 mm); 4 in. (102 mm); 5 in. (127 mm); 6 in. (153 mm); et 8-3/8" in. (214 mm).
De nombreuses variantes sont disponibles dont le célèbre et rarissime "The Presidents", reconnu comme le plus beau modèle de la gamme avec son placage or sur de nombreuses pièces.

## Modèles
Smith & Wesson introduisit le Modèle 686 en 1980. C'est la version inox du Smith & Wesson Model 586.  Il est basé sur la carcasse "L" de chez S&W (médium-large).
| Modèle                                           | Calibre                   | Poids   | Capacité | Année | Notes |
| ------------------------------------------------ | ------------------------- | ------- | -------- | ----- | --- |
| S&W 686 Classic Hunter 6" (15 cm)                | .357 Magnum / .38 Special | 1,3 kg  | 6 cp     | 1988  | canon classique |
| S&W 686 Midnight Black 4" & 6" (10 cm and 15 cm) | .357 Magnum / .38 Special | 1,19 kg | 6 cp     | 1989  | finition noire sur inox, 5 000 pièces produites |
| S&W 686 2.5" (64 mm)                             | .357 Magnum / .38 Special | 1,15 kg | 6 cpl    | 1988  | |
| S&W 686 4" (10 cm)                               | .357 Magnum / .38 Special | 1,19 kg | 6 cp     | 1988  | |
| S&W 686 6" (15 cm)                               | .357 Magnum / .38 Special | 1,3 kg  | 6 cp     | 1988  | |
| S&W 686 8-3/8" (21 cm)                           | .357 Magnum / .38 Special | 1,37 kg | 6 cp     | 1988  | |
| S&W 686 National Security 3" (7.6 cm)            | .357 Magnum / .38 Special | 1,17 kg | 6 c      | 1992  | finition noire |
| S&W 686 National Security 4" (10 cm)             | .357 Magnum / .38 Special | 1,19 kg | 6 cp     | 1992  | finition noire |
| S&W 686 Target Champion 6" (15 cm) canon match   | .357 Magnum / .38 Special | 1,31 kg | 6 cp     | 1992  | |
| S&W 686 Power Port 6" (15 cm) canon "ported"     | .357 Magnum / .38 Special | 1,3 kg  | 6 cp     | 1994  | Ported |
| S&W 686P 2.5" (6.4 cm)                           | .357 Magnum / .38 Special | 1,16 kg | 7 cp     | 1996  | blocable par clef |
| S&W 686P 4" (10 cm)                              | .357 Magnum / .38 Special | 1,2 kg  | 7 cp     | 1996  | blocable par clef |
| S&W 686P 6" (15 cm)                              | .357 Magnum / .38 Special | 1,31 kg | 7 cp     | 1996  | blocable par clef |
| S&W 686P 5" (12.7 cm)                            | .357 Magnum / .38 Special | 1,15 kg | 7 cp     | 2004  | Half-lug barrel, guidon HiViz |
| S&W 686PP 6" (15 cm)                             | .357 Magnum / .38 Special | 1,31 kg | 6 cp     |       | blocable par clef, compensateur integral |
| S&W 686 "The President canon 6" (15,2 cm)        | .357 Magnum / .38 Special | 1,42 kg | 6 cp     | 2002  | Visée micrométrique, finition Inox / or commémorative, produit à 50 exemplaires |
| S&W 686 Performance Center 6" (15 cm)            | .357 Magnum / .38 Special | 1.50 kg | 6 cp     | 2007  | canon avec contrepoids, Weaver/Picatinny Rail sur le canon, contrepoids ajustable, blocage barillet à roulement à billes, marteau et queue de détente en acier forgé, mallette alu, verrouillable par clef |
| S&W 686 "International DX" canon 6" (15,2 cm)    | .357 Magnum / .38 Special | 1,3 kg  | 6 cp     | ?     | finition Inox mate avec barillet lisse, marteau et queue de détente noir. Produit par Smith et Wesson Performance Center pour le marché Européen.                                                          |

## Utilisateurs
- États-Unis - Utilisé par le Naval Special Warfare Command pour des missions amphibies. Les personnels de l'United States Customs Service portèrent des S&W 686 CS-1 à canons  de 3" (7,6 cm) et 4" (10 cm) distribués respectivement aux enquêteurs et aux douaniers en uniforme. Aussi utilisé par les Alaska State Troopers, US Border Patrol et US Postal Inspection Service, le S&W 686 figurait sur la liste des revolvers autorisés aux agents du FBI. Mais l'apparition des PA en .40 S&W (tels les S&W 4006, Glock 22, SIG-Sauer P229 et autres Beretta 96) mit fin à sa carrière d'arme de police  au cours de la seconde moitié des années 1990.
- France - Utilisé par les nageurs de combat des COS et GIGN pendant les opérations amphibies.
- Norvège - La version 3" avec poignée Goncaloalves (bois dur brésilien)- a été utilisée en petit nombre par la Police norvégienne  au début des années 1990.
- Luxembourg - Utilisé par la Gendarmerie grand-ducale puis la Police grand-ducale.